# Troides croesus
Espèce
Statut de conservation UICN

 EN IUCN : En danger
Statut CITES
Troides croesus est une espèce de lépidoptères (papillons) de la famille des Papilionidae.

## Taxinomie
Troides croesus a été décrit par le naturaliste Alfred Russel Wallace en 1859 sous le nom initial d’Ornithoptera croesus.

### Nom vernaculaire
Troides croesus se nomme Wallace's Golden Birdwing  en anglais et Goldroter VogelschwingenfalterBirdwing en allemand.

### Sous-espèces
- Troides croesus croesus
- Troides croesus helios Kobayashi & Hayami, 1992[3].
- Troides croesus lydius (Felder & Felder, 1865)
- Troides croesus sananaensis Tsukada & Nishiyama, 1980
- Troides croesus toeantei Parrot & Schmid, 1894[1].
- Troides croesus wallaci Deslisle, 1991[3].

## Description
Troides croesus est un papillon d'une grande envergure, de 170 mm à 200 mm, un des plus grands papillons connus, au corps à tête et thorax marron et abdomen jaune,  qui présente un dimorphisme sexuel.
Les mâles ont les ailes antérieures au dessus noir orné d'une bande costale jaune et au revers noir marqué de lignes de chevrons verts. Les ailes postérieures sont jaune et leur revers est jaune veiné de noir marqué de vert avec une ligne submarginale de points noirs.
Les femelles, plus grandes que les mâles, ont les ailes de couleur marron marquées de lignes de chevrons jaune. Troides croesus lydius est beige à veines noires, marge noire et ligne submarginale de chevrons noirs.

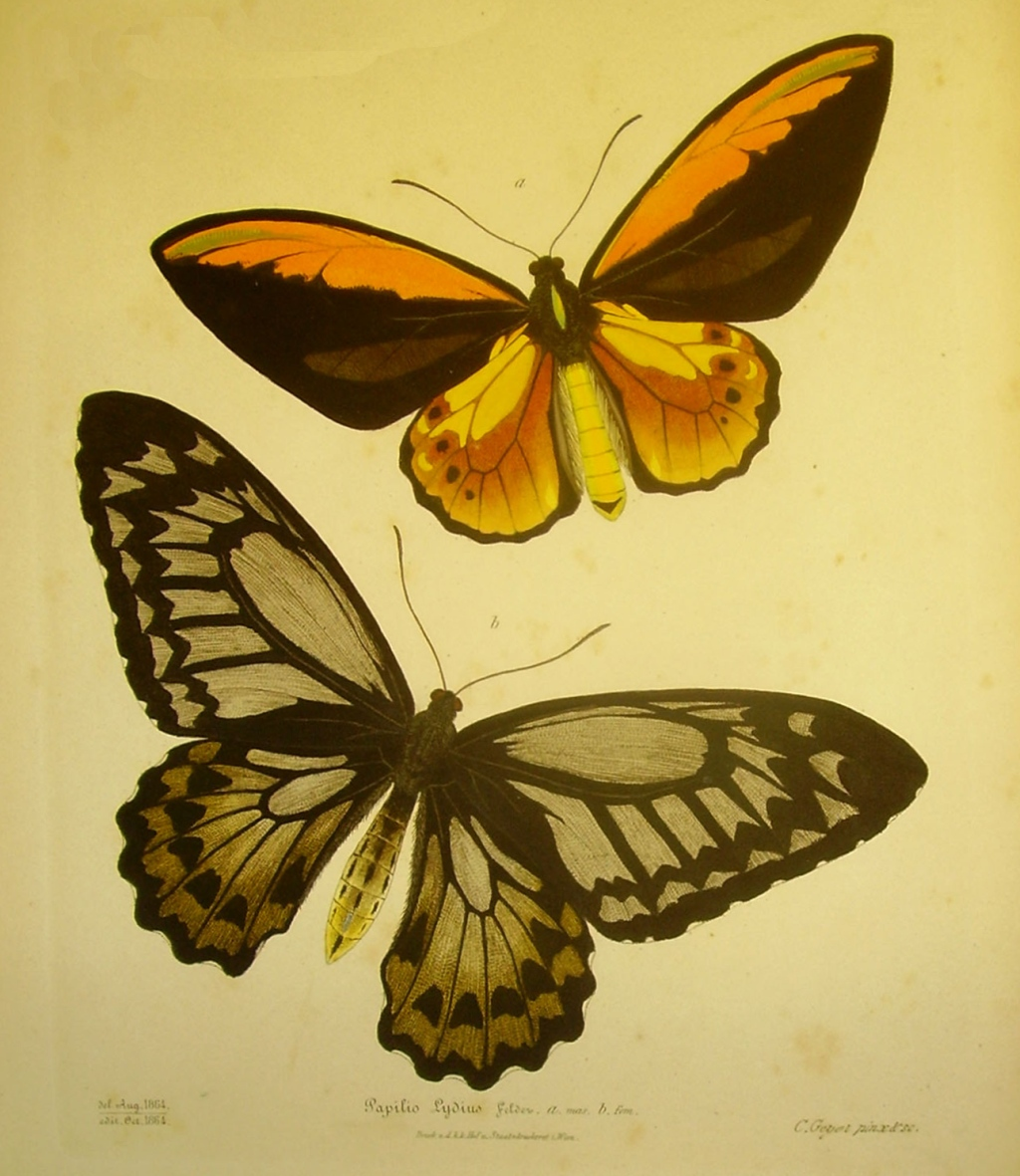
Dessin de Felder
mâle (dessus) et femelle (dessous)

## Biologie

### Plantes hôtes
La plante hôte de sa chenille est une aristoloche, Aristolochia gaudichaudii.

## Écologie et distribution
Troides croesus est présent en Indonésie, dans plusieurs iles de l'archipel des Moluques, dont Bacan, Ternate, Tidore et Halmahera.

### Biotope
Troides croesus réside dans la forêt humide.

### Protection
Troides croesus est une espèce protégée, inscrite à l'Annexe II de la CITES (Convention sur le commerce international des espèces de faune et de flore sauvages menacées d'extinction) : son commerce international est limité. Elle est notée EN (en danger) par l'IUCN.